# 就業推銷法
就業推銷法（日语：就活商法）為一種推銷詐騙手法，佯裝會提供估工作機會然而吸引來想賺錢的求職者最後都成了消費者，在話術中被推銷想獲得工作機會，必須先購買一些物品或服務，而最後公司以某種方式脫身不提供承諾的就業，完成推銷。此法惡劣處在於急於求職者多數是窮人，很多需要借錢來購買，等於從窮人身上詐取錢財。
常見方式多種多樣，例如應徵模特但需要先自費拍一套宣傳照、購買衣物等，其實整個空殼演藝公司是照相館和衣物商開設，之後脫身方法是不介紹模特接案或幾個月介紹一起，讓人知難而退也無法確認自己是否被騙。另有推銷保養品工作要求推銷員自己要先買若干套，後續訂立不合理業績標準，以業績差為由解雇。